# トマス・ニーダム (第9代キルモリー子爵)
第9代キルモリー子爵トマス・ニーダム（英語: Thomas Needham, 9th Viscount Kilmorey、1703年9月29日 – 1768年2月3日）は、アイルランド貴族。

## 生涯
第7代キルモリー子爵ロバート・ニーダムとメアリー・オフリー（Mary Offley、1685年頃 – 1765年、ジョン・オフリーの娘）の息子として、1703年9月29日に生まれた。
1717年2月19日に兄ロバートが死去すると、キルモリー子爵の爵位を継承した。
1730年6月29日、メアリー・シャーリー（Mary Shirley、1712年9月25日 – 1784年8月12日、第2代フェラーズ伯爵ワシントン・シャーリーの娘）と結婚した。
1768年2月3日に死去、13日にアダリーで埋葬された。弟ジョンが爵位を継承した。